# 和歌山県道149号紀伊停車場田井ノ瀬線
和歌山県道149号紀伊停車場田井ノ瀬線（わかやまけんどう149ごう きいていしゃじょう たいのせせん）は、和歌山県和歌山市を通る一般県道である。

## 概要
和歌山市北野から和歌山市出島に至る。
起点のJR西日本阪和線 紀伊駅前は通行量が多いが狭い。終点付近の南田井ノ瀬橋も1.5車線幅のため、車の離合には注意が必要。

### 路線データ
- 起点：和歌山市北野（JR西日本阪和線 紀伊駅前、和歌山県道7号粉河加太線上）
- 終点：和歌山市出島（田井ノ瀬交差点、和歌山県道14号和歌山打田線交点、和歌山県道144号岩橋栗栖線終点）
- 実延長：3.520 km

## 歴史
- 1959年（昭和34年）5月14日 - 和歌山県が一般県道として紀伊停車場田井ノ瀬線を認定[1]。
- 2021年（令和3年）3月3日 - 国道24号（小豆島西交差点） - 和歌山県道7号粉河加太線（府中交差点）を結ぶ道路が開通[2][3]。
- 2024年（令和6年）
  - 3月25日 - （新）南田井ノ瀬橋架け替え工事に伴う通行規制により、（現）南田井ノ瀬橋が通行止めになる[4]。
  - 9月20日 - （新）南田井ノ瀬橋を含めた道路約500 mが供用開始[5]。旧橋は、2024年（令和6年）度より撤去工事が始まり、2029年（令和11年）度工事完了予定[6]。

## 路線状況

### 重複区間
- 和歌山県道7号粉河加太線（和歌山市北野（起点） - 和歌山市弘西・弘西交差点）
- 国道24号（和歌山市小豆島・小豆島交差点 - 和歌山市小豆島・小豆島西交差点）

### 道路施設

#### 橋梁
- 北田井ノ瀬橋（紀の川、和歌山市）
- 新南田井ノ瀬橋（紀の川、和歌山市）

## 地理

### 通過する自治体
- 和歌山市

### 交差する道路
| 交差する道路                                                     | 交差する場所 | 交差する場所              |
| ---------------------------------------------------------------- | ------------ | ------------------------- |
| 和歌山県道7号粉河加太線 重複区間起点                             | 北野         | 起点                      |
| 和歌山県道7号粉河加太線 重複区間終点                             | 弘西         | 弘西交差点                |
| 和歌山県道7号粉河加太線 / 新道                                   | 弘西         |                           |
| 国道24号 重複区間起点                                            | 小豆島       | 小豆島交差点              |
| 国道24号 重複区間終点 和歌山県道149号紀伊停車場田井ノ瀬線 / 新道 | 小豆島       | 小豆島西交差点            |
| 和歌山県道134号小豆島岩出線 和歌山県道139号小豆島船所線          | 小豆島       |                           |
| 和歌山県道14号和歌山打田線 和歌山県道144号岩橋栗栖線             | 出島※        | 田井ノ瀬交差点 / 終点     |
| 新道                                                             |              |                           |
| 和歌山県道7号粉河加太線 / 新道                                   | 府中         | 新道起点                  |
| 国道24号 和歌山県道149号紀伊停車場田井ノ瀬線 / 現道              | 小豆島       | 小豆島西交差点 / 新道終点 |

### 沿線
- JR西日本阪和線 紀伊駅
- 紀伊駅前郵便局
- 和歌山市立紀伊小学校
- 和歌山県立和歌山盲学校
- 紀の川市
- JR西日本和歌山線 田井ノ瀬駅（終点付近）